# Bandera de la República Socialista de Eslovenia
La bandera de la República Socialista de Eslovenia fue adoptada por la RS de Eslovenia en 1946 y cayó en desuso en 1991. Es una modificación de la bandera nacional de la RFS de Yugoslavia.

## Descripción
La bandera de la República Socialista de Eslovenia es similar a la bandera de la RFSY, con la diferencia del orden de los colores, debido a que la franja blanca se encuentra en la parte superior, la franja azul en la parte intermedia y la franja roja en la parte inferior. En el centro, se encuentra una estrella roja con borde dorado.

## Historia
Durante el régimen comunista del siglo XX, en el que Eslovenia formaba parte de Yugoslavia, se creó una nueva bandera basada en la anterior, aunque se le agregó una estrella roja que simboliza el socialismo. Al disolverse Yugoslavia en 1991, durante la declaración de independencia de Eslovenia, el 24 de 24 de junio de 1991, en base al cual se reemplazó la bandera por la actual bandera.

## Banderas históricas

Bandera de la República Popular de Eslovenia (1943-1946)
Bandera de la República Popular de Eslovenia (1946-1963) y de la República Socialista de Eslovenia (1963-1991)
Bandera de la República Popular de Eslovenia (1946-1963) y de la República Socialista de Eslovenia (1963-1991) (variante)